# Pakisztáni Néppárt
A Pakisztáni Néppárt (PN) (urduul: پاکستان پیپلز پارٹی, angol: Pakistan People's Party – PPP): egy balközép iszlám szocialista politikai párt Pakisztánban, mely a Szocialista Internacionálé tagja. 1967-es alapítása óta Pakisztán egyik meghatározó politikai pártja, 1971-től 1977-ig domináns kormánypárt és a kettészakadt ország újraalapításának vezetője, Mohammad Ziaul Hakk katonai diktatúrája alatt az ellenzék fő központja. 1988-tól 2000-ig kétpártrendszerben felváltva kormánypárt és fő ellenzéki párt, majd Pervez Musarraf diktátor ellenzékének jelentős része, 2008-tól 2013-ig újonnan kormánypárt. A 2013-as általános választások óta támogatottságából vesztett, de továbbra is jelentős politikai erő. Összesen négy miniszterelnököt állított, és 23 éven át irányította a szövetségi kormányzatot, ezenkívül tartósan Szindh tartomány legerősebb pártja.
Gazdaságpolitikájában balközép, történelmileg szocialista, külpolitikában erősen nacionalista és India-ellenes. Társadalmi témákban a többi jelentősebb párthoz képest szekulárisabb és liberálisabb, támogatja a nők jogait és bizonyos mértékben a vallási kisebbségekkel szembeni toleranciát, de szorosan kötődik az iszlám államvallási státuszához és az Ahmadijja kisebbség elleni állami diszkriminációhoz. Képviseli a szindhi regionalizmust, de nemzeti szintű pártként áll ki, komolyan részt vesz az ország lakosságának többségét kitevő Pandzsáb politikájában. Ellenzi a Pakisztán territoriális egységét megkérdőjelező regionális nacionalista mozgalmakat; alapítása és Pakisztán felbomlása között erősen ellenezte a többségi Kelet-Pakisztán (a mai Banglades) autonómiára való törekvését, és a katonaság pártját fogta annak lakossága ellen az 1971-es háborúban. A párt mottója a következő: „Iszlám a vallásunk, demokrácia a mi politikánk, szocializmus a mi gazdaságpolitikánk; minden hatalom a népé.”
Sok más dél-ázsiai párthoz hasonlóan a Néppárt vezetése dinasztikus, a pártalapító Zulfikar Ali Bhutto-t kizárólag családtagjai követték a párt elnökeként, többek között lánya, Benazír Bhutto, majd halála után Benazír özvegye, Aszif Ali Zardári és fiuk, Bilával Bhutto Zardári. Vezető tagjait sokkal tanultabbnak tekintik, mint a többi jelentős pártét. Néhány tagja olyan helyeken tanult, mint a Harvard Egyetem, az Oxfordi Egyetem, a Cambridge-i Egyetem, a Dél-kaliforniai Egyetem és a Kaliforniai Egyetem, Berkeley. A 2002-es választásokon a párt helyett a Pakisztáni Néppárt Parlamentaristái (PNP, Pakistan People's Party Parliamentarians – PPPP) néven alakított társpárt indult, hogy teljesítse a Musarraf-rezsim által megváltoztatott választási szabályokat.

## Története

### Eredete és első kormányzása (1967-77)
1967 november 30-án alapította Zulfikar Ali Bhutto korábbi külügyminiszter a nyugat-pakisztáni szocialista intelligencia képviselőivel együtt. Első éveiben részt vett az Ayub Khan katonai diktatúráját megdöntő tömegmozgalomban, majd populista kampánnyal Nyugat-Pakisztán legjelentősebb pártja lett az 1970-es választásokon, maradandó támogatást nyerve a szegényebb és alsó középosztálybeli szavazók között. A választásokat követő alkotmányozó tárgyalások, majd a kudarcuk után kitörő háború alatt Yahya Khan tábornok és a hadsereg oldalára állt a lakosság kelet-pakisztáni többsége ellen. Miután Kelet-Pakisztán Bangladesként független állammá vált, a Néppárt hatalomra került az ország megmaradt részében, 1971-től 1977-ig Bhutto vezetésével Pakisztán domináns pártja volt. Ezen időben a párt egyre inkább Bhutto személyes irányítása alá került, vele különböző nézeteket valló párttagok elvesztették befolyásukat.

### A Zia-rezsim ellenzéke (1977-88)
A néppárti kormányt 1977-ben megdöntötte a hadsereg Mohammad Ziaul Hakk tábornok vezetésével, akinek diktatúrája alatt a párt az ellenzék központja lett.

### 2008-as általános választások
Benazír Bhutto 2007. december 27-i meggyilkolását követően a januárra tervezett általános választásokat február 18-ára halasztották. A Nemzeti Parlamentben a PN nyerte el a legtöbb, összesen 84 mandátumot. Asif Ali Zardari társelnök a következőket mondta: "Pakisztán olyan úton haladt, mely az örökké tartó diktatúra felé vezet." Ezzel együtt felkérte a Pakisztáni Muzulmán Liga (M) vezetőjét, volt miniszterelnököt, Nawaz Sharifot, hogy a két párt alkosson koalíciót. Amennyiben ez megtörténik, a két párt a 342 tagú parlamentben a szavazatok több mint felét tudhatja majd magáénak.
Egy 2008. március 9-én Pundzsábban tartott sajtótájékoztatón a Pakisztáni Muzulmán Líga (N) és a PN vezetői, Nawaz Sharif és Asif Ali Zardari hivatalosan is megkötötték a koalíciós kormányzásról szóló megállapodást, ami feljogosította az MP-PML koalíciót a közös kormányzásra, melynek keretein belül mindkét párt egyetértett abban, hogy a Pervez Musharaf által 2007. november 3-án bevezetett rendkívüli állapot elején elbocsátott bírákat az új szövetségi kormány megalakulását követő 30 napon belül visszahelyezi eredeti állásaikba, a miniszterelnök-jelöltet mindkét párt támogatni fogja, amennyiben az a két párt programjának megfelelő programmal lép fel. Sharif a sajtónak azt állította, hogy a Demokrácia Kartáját Shaheed {Mártír} Benazir Bhutto és Sharif állította össze. A sajtótájékoztatón elsőként felszólaló Zardari azt mondta, hogy a meggyilkolt Bhuttónak egy PN-PML-N koalíció volt az álma, és ez az álom ezen a napon megvalósult. 
A megállapodás Burban egyezmény néven vált ismertté. Zardari a miniszterelnöki posztra Sharifot jelölte, aki ezt boldogan el is fogadta. Az új kormány első ülése 2008. március 17-én kezdődött, ahol a PN bejelentette, hogy a következő néhány nap folyamán itt fog eldőlni véglegesen, kit fognak miniszterelnökké jelölni, azonban Nawaz Sharif a BBC-nek megerősítette, hogy mivel őt már felkérték miniszterelnök-jelöltnek, őt már ki is választotta a PN, csak még nem jelentették be. Zardari erre a posztra szóba sem jöhet, azonban mivel az ezt megelőző héten tisztázta magát az utolsó korrupciós vád alól is, a parlamentben fog kapni egy képviselői helyet. 2008. március 23-án bejelentették, hogy az ország új miniszterelnöke  Juszuf Raza Gilani, a parlament volt házelnöke, a PN elkötelezett tagja. Egyben megerősítették, hogy Gilani ki fogja tölteni az  ötéves  periódust. Azonban olyan spekulációk láttak napvilágot, hogy Gilami csak addig lesz ideiglenes miniszterelnök, míg Zadari nem töltheti be ezt a tisztséget. Pervez Musarraf egyetértett a parlament döntésével, így 12 év óta először a Pakisztáni Néppárt alakíthat kormányt.

## Emlékezetes vezetők
Zulfikar Ali Bhutto, volt a Pakisztáni Néppárt alapítója és az első elnöke. Felesége, Nusrat Bhutto követte őt a párt élén, és az 1980-as években ő töltötte be a pozíciót. 1982-ben Nusrat Bhuttonak, mivel rákos volt, engedélyezték, hogy gyógykezelés idejére elhagyja az országot, és több évig kint maradt. Ekkor lánya, Benazir Bhutto lett a párt ideiglenes vezetője, azonban papíron továbbra is Nusrat maradt az elnök egészen 1983 szeptemberéig. 1984 januárjára Benazirt támogatták, hogy legyen a párt elnöke. Egész életre elnökké választották, és így egészen 2007. december 27-ei meggyilkolásáig betöltötte a posztot. 19 éves fia, Bilával Bhutto Zardári és apja, Aszif Ali Zardári lett kijelölve a párt elnökévé a  december 30-ei ülésen.
Elnökök
1. Zulfikar Ali Bhutto (1967–1979)
2. Nuszrat Bhutto (1979–1983)
3. Benazír Bhutto (1983–2007)
4. Bilával Bhutto Zardári és Aszif Ali Zardári (2007–)

Egyéb vezetők
- Aitzaz Ahsan
- Makhdoom Amin Fahim
- Qaim Ali Shah
- Shehrbano Rehman

## Külső hivatkozások
- Angol honlapjuk
- Urdu honlapjuk
- A Pakisztáni Néppárt parlamenti képviselői[halott link] frissített hírek és információk a PN-ről.
- Benazir Bhutto lap